# Mar'ino (metropolitana di Mosca)
Mar'ino (in russo Марьино?) è una stazione della Metropolitana di Mosca, situata sulla Linea Ljublinsko-Dmitrovskaja che prende il nome dall'omonimo quartiere. La fermata fu inaugurata il 25 dicembre 1996 come capolinea della seconda espansione della linea verso sud-est. Come Volžskaja, la stazione è a singolo piano, ma si differenzia per un soffitto più basso e un blocco monolitico di cemento utilizzato per coprirlo. Gli architetti furono V.Filippov e S.Beljakova. Il soffitto della stazione è interrotto da una serie di grandi nicchie, dalle quali sono sospesi due lampadari a sei luci. Le parti alte delle mura sono ricoperte da piastrelle metalliche emisferiche e da marmo nero nelle parti inferiori. Il pavimento è invece in granito grigio e nero.
La fermata ha due ingressi situati sotto via Ljublinskaja, all'incrocio con i viali Marinskij e Novočerkasskij. Oltre la stazione vi è una serie di scambi che permettono il cambiamento di direzione dei treni. I tunnel continuano infine attraverso il fiume Moscova verso i quartieri Borisovo e Zjablikovo.